# Nacionalidad panameña
La nacionalidad panameña es el vínculo jurídico que liga a una persona y la República de Panamá. Se adquiere de tres formas distintas —por nacimiento (ius soli), por carta de nacionalización, por disposición constitucional— y se encuentra regulada en el Título II de la Constitución Política de la República de Panamá (artículos 8.° a 16.°).
Al momento del nacimiento de un niño dentro del territorio nacional será inscrito en la Dirección Nacional de Registro Civil del Tribunal Electoral, dónde se inscribirá como panameño y se le otorgará el Número de documento de identidad, en el proceso se coordina con la Dirección Nacional de Cedulación para la obtención de la misma.
El efecto más importante de la nacionalidad es conceder la ciudadanía. Esta es un atributo de la nacionalidad que otorga los derechos civiles y de participación política. Se adquiere por el hecho de cumplir 18 años por toda persona, sin distinción. Del mismo modo, el Estado panameño puede imponer el cumplimiento de una serie de deberes y obligaciones establecidos por la ley. La Constitución otorga también los derechos de participación política a los extranjeros en ciertos casos previo a la naturalización.

## Modos de adquirir la nacionalidad Panameña

### Nacimiento
Toda persona nacida dentro del territorio nacional adquiere inmediatamente la nacionalidad panameña al momento de nacer. Son panameños por nacimiento según el artículo 9 de la Constitución Política de la República de Panamá
- Los nacidos dentro del territorio nacional.
- Los hijos de padres panameños por nacimiento nacidos fuera del territorio nacional si establecen su domicilio en el territorio nacional.
- Los hijos de padres panameños por naturalización nacidos fuera del territorio nacional si estos establecen su domicilio en la República de Panamá y desean acoger la nacionalidad a más tardar los 19 años de edad.

### Naturalización
A través de este criterio, los extranjeros con 5 años de residencia en el territorio nacional después de la mayoría de edad renunciando a la de origen, los extranjeros con 3 y sean padres de niños nacidos en Panamá y los nacionales de cualquier país de Iberoamérica o España en 1-3 años a base de reciprocidad (por ejemplo 2 años en el caso de España).

### Nacionalización por disposición constitucional
Son panameños sin necesidad de carta de naturalización los nacidos fuera del territorio nacional y adoptados por panameños antes de cumplir 7 años de edad.

## Pérdida de la nacionalidad
La nacionalidad panameña por nacimiento de origen o adquirida no se pierde, pero la renuncia expresa o tácita de ella suspenderá la ciudadanía al igual que por naturalización.
Esta se presenta cuando la persona manifiesta al Órgano Ejecutivo por escrito la voluntad de abandonarla y la tácita cuando se sirve a un estado enemigo o se obtiene otra.